# Scottish Second Division 1998/99
Die Scottish Football League Second Division wurde 1998/99 zum 24. Mal nach Einführung der Premier League als dritthöchste schottische Liga ausgetragen. Zudem war es die vierundzwanzigste Austragung als dritthöchste Fußball-Spielklasse der Herren in Schottland unter dem Namen Second Division. In der Saison 1998/99 traten 10 Vereine in insgesamt 36 Spieltagen gegeneinander an. Jedes Team spielte jeweils viermal gegen jedes andere Team. Bei Punktgleichheit zählte die Tordifferenz.
Die Meisterschaft gewann der FC Livingston, der sich damit gleichzeitig die Teilnahme an der First Division-Saison 1999/2000 sicherte. Neben Livingston stieg auch der Zweitplatzierte, Inverness Caledonian Thistle auf. Absteigen in die Third Division mussten der FC East Fife und Forfar Athletic. Torschützenkönig mit 21 Treffern wurde Alex Bone von Stirling Albion.

## Statistiken

### Abschlusstabelle
| Pl. | Verein                       | Sp. | S  | U  | N  | Tore    | Diff. | Punkte |
| --- | ---------------------------- | --- | -- | -- | -- | ------- | ----- | ------ |
| 1.  | FC Livingston                | 36  | 22 | 11 | 3  | 066:350 | +31   | 77     |
| 2.  | Inverness Caledonian Thistle | 36  | 21 | 9  | 6  | 080:480 | +32   | 72     |
| 3.  | FC Clyde                     | 36  | 15 | 8  | 13 | 046:420 | +4    | 53     |
| 4.  | Queen of the South           | 36  | 13 | 9  | 14 | 050:450 | +5    | 48     |
| 5.  | Alloa Athletic (N)           | 36  | 13 | 7  | 16 | 065:560 | +9    | 46     |
| 6.  | Stirling Albion (A)          | 36  | 12 | 8  | 16 | 050:630 | −13   | 44     |
| 7.  | FC Arbroath (N)              | 36  | 12 | 8  | 16 | 037:520 | −15   | 44     |
| 8.  | Partick Thistle (A)          | 36  | 12 | 7  | 17 | 036:450 | −9    | 43     |
| 9.  | FC East Fife                 | 36  | 12 | 6  | 18 | 042:640 | −22   | 42     |
| 10. | Forfar Athletic              | 36  | 8  | 7  | 21 | 048:700 | −22   | 31     |

Platzierungskriterien: 1. Punkte – 2. Tordifferenz – 3. geschossene Tore – 4. Direkter Vergleich (Punkte, Tordifferenz, geschossene Tore)
| Saison 1998/99 |

| Zum Saisonende 1997/98 |                                   |
| (A)                    | Absteiger aus der First Division  |
| (N)                    | Aufsteiger aus der Third Division |